# تاواکاچوو
تاواکاچوو (به لاتین: Tavakachevo) یک منطقهٔ مسکونی در روسیه است که در باشقیرستان واقع شده‌است.